# Oqil Oqilov
Oqil Oqilov eller Okil Ghaybulloyevich Okilov (tadsjikisk: Оқил Оқилов) (født 2. februar 1944) er en tadsjikistansk politiker.
Han har været statsminister i Tadsjikistan siden 20. december 1999. og repræsenterer Folkets demokratiske parti i Tadsjikistan (HDKT).

## Links
- Who's Who.